# Utrecht
Pentru provincia cu același nume, vedeți Utrecht (provincie).

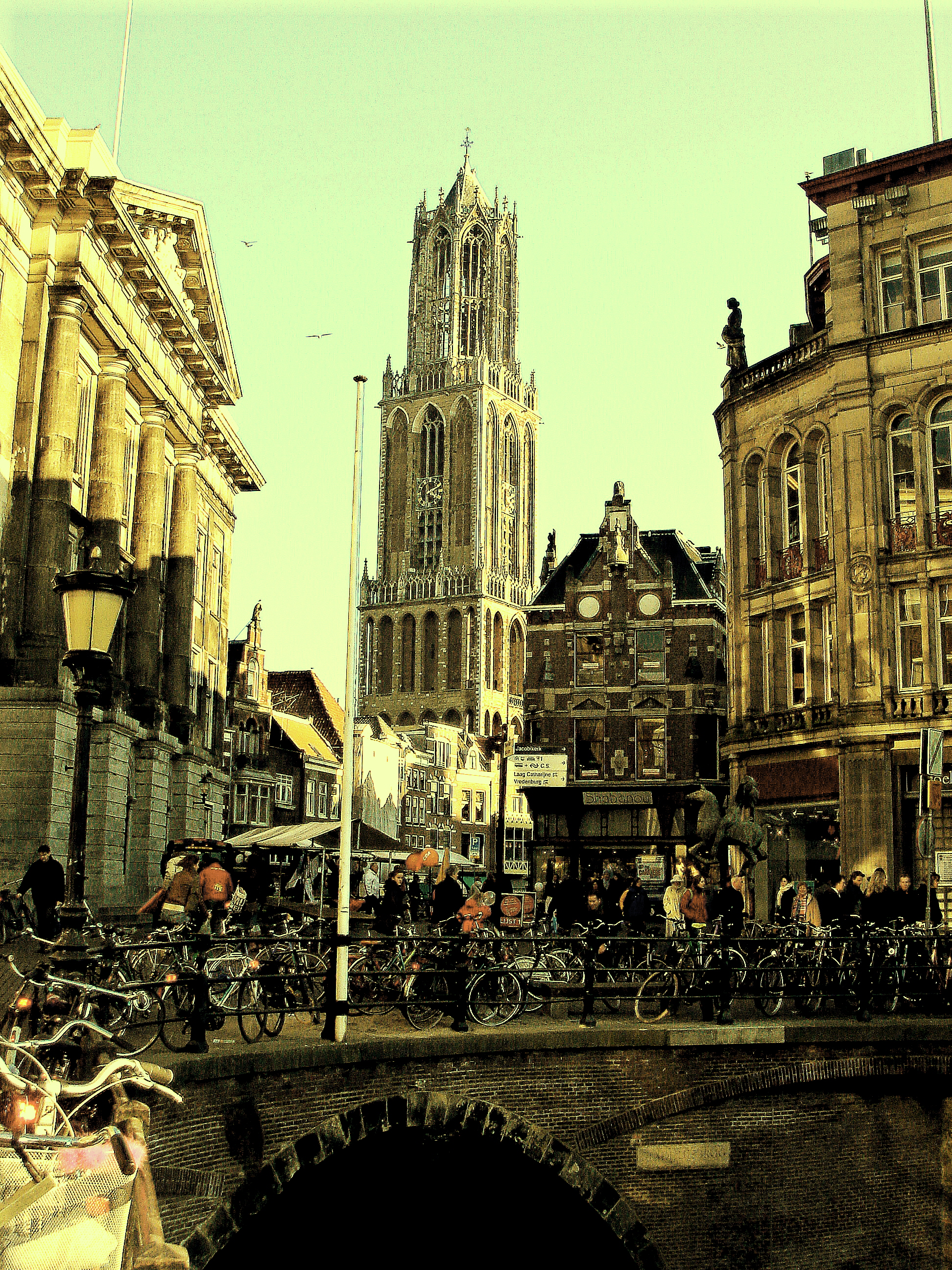
Domul din Utrecht

Utrecht este un oraș în Țările de Jos, reședința provinciei Utrecht. Este al patrulea oraș ca mărime și populație din această țară.
Utrecht este celebru pentru Domul său, aflat în centru. Este de asemenea un important nod feroviar. Universitatea din Utrecht este cea mai mare universitate neerlandeză.

## Istorie
În primul secol, împăratul roman Claudius a construit o fortificație din lemn și pământ pe malul Rinului. Aceasta făcea parte dintr-o linie de apărare pe granița de nord a imperiului roman, numită limes. Se afla pe locul actual al "Pieții Domului" (Domplein) și se numea "Traiectum". Cu această fortificație, ruta de comerț dintre Köln și Anglia a putut fi apărată și controlată. Între anii 50 și 275, Traiectum a fost reconstruit de patru ori. După plecarea romanilor, au luptat francii și frizianii un timp lung pentru fortificația Traiectum. Zidul rămas devenea o cetate.

## Geografie
Utrecht se află în centrul țării și provinciei cu același nume. Utrecht a fost construit pe malul Rinului, care și-a schimbat cursul. Cursul vechi al fluviului este folosit în prezent de două râuri mai mici: Kromme Rijn (Rinul Strâmb) și Oude Rijn (Rinul Vechi). 
Rinul Strâmb intră în oraș prin est și curge în Utrechtse Vecht și Leidse Rijn. În vest se află Canalul Amsterdam-Rin; în sud este un alt canal mai vechi și mic numit Vaartse Rijn.

## Cartiere
|  | 1. Binnenstad (centru) 2. Utrecht-Oost (est) 3. Leidsche Rijn 4. Utrecht-West (vest) 5. Overvecht 6. Utrecht-Zuid (sud) 7. Utrecht-Noordoost (nord-est) 8. Utrecht-Zuidwest (sud-vest) 9. Utrecht-Noordwest (nord-vest) 10. Vleuten-De Meern |

## Demografie
Utrecht are aproximativ 300.000 locuitori, regiunea urbană are 610.000 locuitori. Este al patrulea oraș al Țărilor de Jos după locuitori și face parte dintr-un proiect de colaborare numit G4, împreună cu Amsterdam, Haga și Rotterdam. Utrecht crește foarte repede: în mai 2008, orașul număra 296.000 locuitori; în 2017 se estimeaza un numar de aproximativ 350.000 locuitori și în 2022 - 370.000 de locuitori. Până în 2025, populația orașului va crește cu 36%.
Orașul este multicultural: unu din trei locuitori este de origină străină. Se preconizează că acest număr va rămâne stabil în viitor, deși s-a estimat în 2010, populația străină a depășit 100.000. În Utrecht sunt multe locuri cunoscute datorită numarului de imigranti, cum ar fi Kanaalstraat din cartierul Lombok și Amsterdamsestraatweg, strada principală din nord-vest.

## Cultură
Casa „Rietveld-Schröder” din Utrecht a fost înscrisă în anul 2000 pe lista patrimoniului cultural mondial UNESCO.

## Personalități născute aici
- Papa Adrian al VI-lea (1459 - 1523), al șaptelea papă de origine germană;
- Joos de Beer (1530 - 1591), pictor;
- Ary de Vois (c. 1630 - 1680), pictor;
- Arnold Drakenborch (1684 - 1748), savant;
- Theo van Doesburg (1883 – 1931), pictor;
- Karel Doorman (1889 - 1942), amiral;
- Dick Bruna (1927 - 2017), artist plastic;
- Louis Andriessen⁠(d) (1939 - 2021), compozitor;
- Marco van Basten (n. 1964), fotbalist;
- Wesley Sneijder (n. 1984), fotbalist;
- Ibrahim Afellay (n. 1986), fotbalist.